# Henrik Jansson (veldrijder)
Henrik Jansson (10 oktober 1995) is een Zweeds veldrijder.

## Carrière
In september 2016 behaalde Jansson zijn eerste UCI-zege door de C2-veldrit in Göteborg op zijn naam te schrijven. Anderhalve maande later werd hij achter David en Martin Eriksson derde op het nationale kampioenschap.

## Palmares
| Seizoen   | Wereldbeker | WK       | EK       | ZK       | Overige  | Totaal aantal zeges |
| Beloften  | Beloften    | Beloften | Beloften | Beloften | Beloften | Beloften            |
| --------- | ----------- | -------- | -------- | -------- | -------- | ------------------- |
| 2014-2015 |             |          | 35e      |          |          | 0                   |
| 2015-2016 |             | 41e      | 34e      |          |          | 0                   |
| 2016-2017 |             |          | 24e      |          |          | 0                   |
| Elite     |             |          |          |          |          |                     |
| 2013-2014 |             |          |          | 26e      |          | 0                   |
| 2014-2015 |             |          |          | 10e      |          | 0                   |
| 2015-2016 |             |          |          | 5e       |          | 0                   |
| 2016-2017 |             |          |          | Brons    | Göteborg | 1                   |
| 2017-2018 |             |          |          |          |          | 0                   |
| totaal    |             |          |          |          |          | 1                   |